# 포천종합운동장
포천종합운동장(抱川綜合運動場, Pocheon Stadium)은 대한민국 경기도 포천시에 있는 스포츠 시설이다. 천연잔디 필드와 우레탄 트랙이 갖춰진 경기장이며, 1990년 7월에 준공되었다. 그 외 보조경기장, 실내체육관, 테니스장 등의 스포츠 시설로 구성되어 있다. 1990년 7월 19일 준공되었다. 좌석수는 5,964석이다. 2008년부터 포천 시민 FC의 홈 경기장으로 사용되고 있다.

## 참고 문헌
- 〈포천종합운동장〉. 《한국향토문화전자대전》. 한국학중앙연구원.[깨진 링크(과거 내용 찾기)]
- 〈포천종합운동장〉. 《두피디아》. 두산.
- 《전국 공공체육 시설 현황 (2017년말 기준)》. 대한민국 문화체육관광부. 2019.
- 《2019년 전국 공공체육시설 현황 (2018년말 기준)》. 대한민국 문화체육관광부. 2020.
- 《2020년 전국 공공체육시설 현황 (2019년말 기준)》. 대한민국 문화체육관광부. 2021.
- 《2023 전국 공공체육시설 현황 (2022년 12월말 기준)》. 대한민국 문화체육관광부. 2024.